# Persea fendleri
Persea fendleri är en lagerväxtart som beskrevs av H. van der Werff. Persea fendleri ingår i släktet avokador, och familjen lagerväxter. Inga underarter finns listade i Catalogue of Life.